# Calathea affinis
Calathea affinis là một loài thực vật có hoa trong họ Marantaceae. Loài này được Fenzl ex Regel mô tả khoa học đầu tiên năm 1879.